# Matt Beleskey
Matthew Beleskey (né le 7 juin 1988 à Windsor, dans la province de l'Ontario au Canada) est un joueur professionnel canadien de hockey sur glace évoluant au poste d'ailier gauche,.

## Carrière en club
Matt Beleskey débute avec les Blues de Collingwood lors de la saison 2003-2004 dans la Ligue de hockey junior provinciale de l'Ontario. La saison suivante, il part en junior majeur avec les Bulls de Belleville de la Ligue de hockey de l'Ontario. Son nombre de points ne cesse d'augmenter à chaque saison : 23 points à sa première saison, 40 en 2005-2006, 68 en 2006-2007 puis 90 à sa dernière saison junior. Au terme de sa deuxième saison dans la LHO, il est repêché par les Ducks d'Anaheim au 112e rang du quatrième tour du repêchage d'entrée dans la Ligue nationale de hockey en 2006.
Beleskey joue sa première saison professionnelle en 2008-2009 avec les Chops de l'Iowa, franchise affilié aux Ducks dans la Ligue américaine de hockey où il joue 58 matchs pour 35 points. Il fait ses débuts dans la LNH au cours du mois de janvier lors d'un match des Ducks contre le Lightning de Tampa Bay.
La saison suivante, il commence sa saison avec le Rampage de San Antonio dans la LAH mais est rappelé par les Ducks vers la fin octobre. Il joue 60 matchs avec les Ducks pour 18 points, dont 11 buts. Il marque même deux fois consécutivement le but vainqueur lors des matchs contre les Red Wings de Détroit et les Blues de Saint-Louis qui sont joués respectivement les 5 et 7 janvier.
Après une autre saison où il a joué entre les Ducks et la LAH, il joue sa première saison complète en 2011-2012 où il joue 70 matchs avec les Ducks. À cause d'un lock-out qui annule la première partie de la saison 2012-2013 de la LNH, Beleskey part jouer avec le Coventry Blaze au championnat de Royaume-Uni jusqu'au mois de janvier, date de fin du lock-out.
Après avoir connu une saison de 32 points, dont 22 buts, en 65 matchs avec les Ducks lors de la saison 2014-2015 en plus d'avoir marqué 8 buts en 16 parties des séries 2015, il devient agent libre à l'issue de cette saison et signe le 1er juillet 2015 un contrat de cinq ans avec les Bruins de Boston pour un montant de 19 millions de dollars.

## Statistiques
| Saison     | Équipe                 | Ligue          |     | Saison régulière | Saison régulière | Saison régulière | Saison régulière | Saison régulière |    | Séries éliminatoires | Séries éliminatoires | Séries éliminatoires | Séries éliminatoires | Séries éliminatoires |
| Saison     | Équipe                 | Ligue          | PJ  | B                | A                | Pts              | Pun              | PJ               | B  | A                    | Pts                  | Pun                  |                      |                      |
| 2003-2004  | Blues de Collingwood   | LHJPO          | 46  | 8                | 13               | 21               | 110              | -                | -  | -                    | -                    | -                    |                      |                      |
| 2004-2005  | Bulls de Belleville    | LHO            | 68  | 10               | 13               | 23               | 118              | 5                | 0  | 0                    | 0                    | 18                   |                      |                      |
| 2005-2006  | Bulls de Belleville    | LHO            | 61  | 20               | 20               | 40               | 119              | 6                | 1  | 2                    | 3                    | 10                   |                      |                      |
| 2006-2007  | Bulls de Belleville    | LHO            | 66  | 27               | 41               | 68               | 124              | 15               | 4  | 10                   | 14                   | 18                   |                      |                      |
| 2007-2008  | Bulls de Belleville    | LHO            | 62  | 41               | 49               | 90               | 106              | 21               | 12 | 21                   | 33                   | 23                   |                      |                      |
| 2008       | Bulls de Belleville    | Coupe Memorial | -   | -                | -                | -                | -                | 4                | 0  | 3                    | 3                    | 2                    |                      |                      |
| 2008-2009  | Chops de l'Iowa        | LAH            | 58  | 11               | 24               | 35               | 58               | -                | -  | -                    | -                    | -                    |                      |                      |
| 2008-2009  | Ducks d'Anaheim        | LNH            | 2   | 0                | 0                | 0                | 0                | -                | -  | -                    | -                    | -                    |                      |                      |
| 2009-2010  | Rampage de San Antonio | LAH            | 12  | 1                | 4                | 5                | 19               | -                | -  | -                    | -                    | -                    |                      |                      |
| 2009-2010  | Ducks d'Anaheim        | LNH            | 60  | 11               | 7                | 18               | 35               | -                | -  | -                    | -                    | -                    |                      |                      |
| 2009-2010  | Marlies de Toronto     | LAH            | 3   | 1                | 1                | 2                | 2                | -                | -  | -                    | -                    | -                    |                      |                      |
| 2010-2011  | Crunch de Syracuse     | LAH            | 27  | 11               | 13               | 24               | 39               | -                | -  | -                    | -                    | -                    |                      |                      |
| 2010-2011  | Ducks d'Anaheim        | LNH            | 35  | 3                | 7                | 10               | 36               | 6                | 1  | 0                    | 1                    | 4                    |                      |                      |
| 2011-2012  | Ducks d'Anaheim        | LNH            | 70  | 4                | 11               | 15               | 72               | -                | -  | -                    | -                    | -                    |                      |                      |
| 2012-2013  | Coventry Blaze         | EIHL           | 26  | 12               | 21               | 33               | 39               | -                | -  | -                    | -                    | -                    |                      |                      |
| 2012-2013  | Ducks d'Anaheim        | LNH            | 42  | 8                | 5                | 13               | 56               | 7                | 2  | 1                    | 3                    | 2                    |                      |                      |
| 2013-2014  | Ducks d'Anaheim        | LNH            | 55  | 9                | 15               | 24               | 64               | 5                | 2  | 2                    | 4                    | 8                    |                      |                      |
| 2013-2014  | Admirals de Norfolk    | LAH            | 3   | 1                | 0                | 1                | 0                | 5                | 2  | 2                    | 4                    | 8                    |                      |                      |
| 2014-2015  | Ducks d'Anaheim        | LNH            | 65  | 22               | 10               | 32               | 39               | 16               | 8  | 1                    | 9                    | 2                    |                      |                      |
| 2015-2016  | Bruins de Boston       | LNH            | 80  | 15               | 22               | 37               | 65               | -                | -  | -                    | -                    | -                    |                      |                      |
| 2016-2017  | Bruins de Boston       | LNH            | 49  | 3                | 5                | 8                | 47               | 3                | 0  | 0                    | 0                    | 4                    |                      |                      |
| 2017-2018  | Bruins de Boston       | LNH            | 14  | 0                | 0                | 0                | 17               | -                | -  | -                    | -                    | -                    |                      |                      |
| 2017-2018  | Bruins de Providence   | LAH            | 21  | 4                | 2                | 6                | 15               | -                | -  | -                    | -                    | -                    |                      |                      |
| 2017-2018  | Wolf Pack de Hartford  | LAH            | 14  | 1                | 5                | 6                | 11               | -                | -  | -                    | -                    | -                    |                      |                      |
| 2017-2018  | Rangers de New York    | LNH            | 1   | 0                | 0                | 0                | 4                | -                | -  | -                    | -                    | -                    |                      |                      |
| 2018-2019  | Rangers de New York    | LNH            | 4   | 1                | 0                | 1                | 5                | -                | -  | -                    | -                    | -                    |                      |                      |
| 2018-2019  | Wolf Pack de Hartford  | LAH            | 53  | 5                | 17               | 22               | 55               | -                | -  | -                    | -                    | -                    |                      |                      |
| 2019-2020  | Wolf Pack de Hartford  | LAH            | 56  | 16               | 10               | 26               | 55               | -                | -  | -                    | -                    | -                    |                      |                      |
| Totaux LNH | Totaux LNH             | Totaux LNH     | 477 | 76               | 82               | 158              | 440              | 37               | 13 | 4                    | 17                   | 20                   |                      |                      |